# Liberi da noi
Liberi da noi è un singolo del cantautore italiano Gigi D'Alessio del 2004, estratto come primo singolo dall'album Quanti amori.
Nel video è presente anche Manuela Arcuri.

## Tracce
1. Liberi da noi